# Crocidura fuliginosa
Crocidura fuliginosa är en däggdjursart som först beskrevs av Edward Blyth 1855. Den ingår i släktet Crocidura och familjen näbbmöss. IUCN kategoriserar arten globalt som livskraftig.

## Underarter
Catalogue of Life delar in arten i följande underarter:
- C. f. dracula
- C. f. fuliginosa

Andra auktoriteter kan ha mer utökade indelningar; ända upp till 19 underarter har nämnts.

## Beskrivning
Arten är mörkt grunbrå, med en något ljusare undersida. Svansen är brunaktig. Öronen är stora och hårlösa, medan ögonen är små. Fötterna är klädda med mycket glesa, korta, vita hår. Kroppen är 5 till 11 cm lång, ej inräknat den 5,5 till 10 cm långa svansen. Vikten varierar mellan 11 och 13 g.

## Ekologi
Arten förekommer i många skilda habitat, som våta och torra skogar, både i bergen och i låglänta områden, öppna fält och mänskliga bosättningar i låglänta områden samt i grottor. Den kan gräva egna bon, men utnyttjar ofta andra djurs övergivna boutrymmen.
Näbbmusen är nattaktiv, orädd, aggressiv och glupsk. Födan består av ryggradslösa djur och nyligen dödade as.

## Utbredning
Arten har en vid spridning i centrala och södra Kina och det mesta av Sydostasiens faltlandsområden som Myanmar, Thailand, Malackahalvön, Kambodja, Laos och Vietnam. Vissa auktoriteter hävdar att den även förekommer på Borneo och andra öar i Malaysias övärld. Den finns även i Indien, men dess utbredning där är oklar.